# Theoren Fleury
Theoren Wallace "Theo" Fleury, född 29 juni 1968 i Oxbow i Saskatchewan, är en kanadensisk före detta professionell ishockeyspelare. Fleury spelade 15 år och 1084 matcher i NHL för Calgary Flames, Colorado Avalanche, New York Rangers och Chicago Blackhawks. Han vann Stanley Cup med Calgary Flames sitt debutår i ligan.

## NHL
Theoren Fleury är kortvuxen med sina 168 centimeter men kompenserade sin storlek med en energisk spelstil, snabb skridskoåkning och vass klubbteknik. Sitt tredje år i ligan, 1990–1991, etablerade sig Fleury som en offensiv stjärna med 51 mål och 53 assist för 104 poäng på 79 matcher för Calgary Flames. Fleury fortsatte att producera för Calgary och nådde 1992–1993 åter 100 poäng, 36 mål och 66 assist.
28 februari 1999, efter över 10 år i klubben, bytte Calgary bort Fleury till Colorado Avalanche. På 15 matcher i grundserien för Colorado gjorde han 10 mål och 14 assist. I slutspelet samma år gjorde Fleury 5 mål och 12 assist på 18 matcher. Colorado förlorade i semifinalen mot Dallas Stars i det som skulle komma att bli Fleurys sista slutspel.
8 juli 1999 skrev Fleury på ett kontrakt med New York Rangers. Fleury spelade tre år i Rangers 1999–2002. 15 augusti 2002 skrev han på ett kontrakt med Chicago Blackhawks och spelade 54 matcher för klubben 2002–2003.
Fleury har rekordet för flest antal gjorda mål i numerärt underläge i en och samma NHL-match. Han gjorde tre mål i numerärt underläge för Calgary Flames mot St. Louis Blues 9 mars 1991.

## Internationellt spel
Fleury spelade för Kanada i flera internationella turneringar. Han vann JVM 1988, Canada Cup 1991 och OS 2002. I World Cup 1996 avgjorde han semifinalen mot Sverige med sitt mål på övertid.

## Privatliv
Fleurys ishockeykarriär kantades av alkohol- och drogmissbruk. Han blev två gånger, 8 oktober 2002 och 11 april 2003, avstängd från spel av NHL för att ha brutit mot reglerna rörande sitt rehabiliteringsprogram. 2009 kom hans självbiografi Playing with Fire som inte bara avhandlar hans spel på isen utan också hans demoner utanför rinken.

## Statistik

### Klubbkarriär
| 1984–85    | Moose Jaw Warriors      | WHL        | 71   | 29  | 46  | 75   | 82   | –  | –  | –  | –  | –   |
| 1985–86    | Moose Jaw Warriors      | WHL        | 72   | 43  | 65  | 108  | 124  | 13 | 7  | 13 | 20 | 16  |
| 1986–87    | Moose Jaw Warriors      | WHL        | 66   | 61  | 68  | 129  | 110  | 9  | 7  | 9  | 16 | 34  |
| 1987–88    | Moose Jaw Warriors      | WHL        | 65   | 68  | 92  | 160  | 235  | –  | –  | –  | –  | –   |
| 1987–88    | Salt Lake Golden Eagles | IHL        | 2    | 3   | 4   | 7    | 7    | 8  | 11 | 5  | 16 | 16  |
| 1988–89    | Salt Lake Golden Eagles | IHL        | 40   | 37  | 37  | 74   | 81   | –  | –  | –  | –  | –   |
| 1988–89    | Calgary Flames          | NHL        | 36   | 14  | 20  | 34   | 46   | 22 | 5  | 6  | 11 | 24  |
| 1989–90    | Calgary Flames          | NHL        | 80   | 31  | 35  | 66   | 157  | 6  | 2  | 3  | 5  | 10  |
| 1990–91    | Calgary Flames          | NHL        | 79   | 51  | 53  | 104  | 136  | 7  | 2  | 5  | 7  | 14  |
| 1991–92    | Calgary Flames          | NHL        | 80   | 33  | 40  | 73   | 133  | –  | –  | –  | –  | –   |
| 1992–93    | Calgary Flames          | NHL        | 83   | 34  | 66  | 100  | 88   | 6  | 5  | 7  | 12 | 27  |
| 1993–94    | Calgary Flames          | NHL        | 83   | 40  | 45  | 85   | 186  | 7  | 6  | 4  | 10 | 5   |
| 1994–95    | Calgary Flames          | NHL        | 47   | 29  | 29  | 58   | 112  | 7  | 7  | 7  | 14 | 2   |
| 1994–95    | Tappara                 | FM-L       | 10   | 8   | 9   | 17   | 22   | –  | –  | –  | –  | –   |
| 1995–96    | Calgary Flames          | NHL        | 80   | 46  | 50  | 96   | 112  | 4  | 2  | 1  | 3  | 14  |
| 1996–97    | Calgary Flames          | NHL        | 81   | 29  | 38  | 67   | 104  | –  | –  | –  | –  | –   |
| 1997–98    | Calgary Flames          | NHL        | 82   | 27  | 51  | 78   | 197  | –  | –  | –  | –  | –   |
| 1998–99    | Calgary Flames          | NHL        | 60   | 30  | 39  | 69   | 68   | –  | –  | –  | –  | –   |
| 1998–99    | Colorado Avalanche      | NHL        | 15   | 10  | 14  | 24   | 18   | 18 | 5  | 12 | 17 | 20  |
| 1999–00    | New York Rangers        | NHL        | 80   | 15  | 49  | 64   | 68   | –  | –  | –  | –  | –   |
| 2000–01    | New York Rangers        | NHL        | 62   | 30  | 44  | 74   | 122  | –  | –  | –  | –  | –   |
| 2001–02    | New York Rangers        | NHL        | 82   | 24  | 39  | 63   | 216  | –  | –  | –  | –  | –   |
| 2002–03    | Chicago Blackhawks      | NHL        | 54   | 12  | 21  | 33   | 77   | –  | –  | –  | –  | –   |
| 2004–05    | Horse Lake Thunder      | NPHL       | 7    | 4   | 10  | 14   | 28   | –  | –  | –  | –  | –   |
| 2005–06    | Belfast Giants          | EIHL       | 41   | 24  | 60  | 84   | 296  | –  | –  | –  | –  | –   |
| 2008–09    | Steinbach North Stars   | HM         | 13   | 8   | 19  | 27   | 42   | 4  | 2  | 5  | 7  | 26  |
| NHL totalt | NHL totalt              | NHL totalt | 1084 | 455 | 633 | 1088 | 1840 | 77 | 34 | 45 | 79 | 116 |

### Internationellt
| År            | Lag           | Turnering     | Matcher | Mål | Assist | Poäng | Utv |  |
| ------------- | ------------- | ------------- | ------- | --- | ------ | ----- | --- |  |
| 1987          | Kanada        | JVM           | 6       | 2   | 3      | 5     | 2   |  |
| 1988          | Kanada        | JVM           | 7       | 6   | 2      | 8     | 4   |  |
| 1990          | Kanada        | VM            | 9       | 4   | 7      | 11    | 10  |  |
| 1991          | Kanada        | VM            | 8       | 5   | 5      | 10    | 8   |  |
| 1991          | Kanada        | CC            | 7       | 1   | 4      | 5     | 12  |  |
| 1996          | Kanada        | WC            | 8       | 4   | 2      | 6     | 8   |  |
| 1998          | Kanada        | OS            | 6       | 1   | 3      | 4     | 2   |  |
| 2002          | Kanada        | OS            | 6       | 0   | 2      | 2     | 6   |  |
| Junior totalt | Junior totalt | Junior totalt | 13      | 8   | 5      | 13    | 6   |  |
| Senior totalt | Senior totalt | Senior totalt | 44      | 15  | 23     | 38    | 46  |  |